# Torre Stockalper
La torre Stockalper venne fatta edificare nel paesino di Gondo dal barone Kaspar Stockalper nel XVII secolo, con lo scopo di favorire i propri commerci con l'Italia. Si trova all'arrivo della mulattiera Stockalperweg che collega Gondo a Briga e che prende il nome dal barone. Fu realizzata fra il 1670 e il 1685 e veniva utilizzata sia come riparo che come sede amministrativa delle innumerevoli proprietà che il barone possedeva.

## Storia
La massiccia torre, costruita al centro del villaggio, testimonia il ruolo fondamentale assunto dal barone Stockalper per il rilancio del Passo del Sempione. È un edificio costruito su più piani, protetto da una torre centrale, e aveva funzione di magazzino e alloggio.
Infatti il barone, oltre a gestire numerose miniere a Gondo (tra cui quelle d'oro), ricopriva la prestigiosa carica di maître du sel per il Vallese (che comportava il monopolio del sale nella regione).  Pertanto importava il sale dall'Italia attraverso il Passo del Sempione, sfruttando la mulattiera Stockalperweg, che lui stesso aveva fatto costruire intorno al 1630 per unire Briga (in Svizzera) a Domodossola (in Italia) attraverso la Val Bognanco (la Strada statale 33 del Sempione, voluta nel 1800 da Napoleone Bonaparte, avrebbe poi preferito la Val Divedro). Inoltre aveva fatto scavare per i suoi commerci un canale navigabile (il Canale Stockalper) per consentire un più facile trasporto delle mercanzie, per via fluviale, fino al Lago di Ginevra.
Pertanto la Torre Stockalper risultava di notevole importanza commerciale a difesa delle merci trasportate, tra cui l'oro estratto a Gondo.

## Declino e restauro

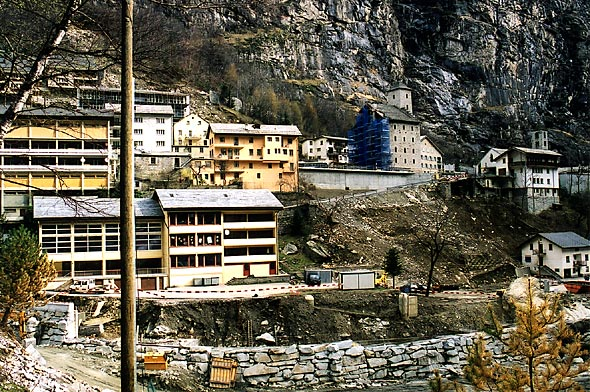
Gondo: la Torre Stockalper durante il restauro degli anni 2000

Alla morte del barone il valico del Sempione fu però abbandonato a sé stesso, così la Torre Stockalper andò in disuso e la mulattiera Stockalperweg divenne nuovamente insicura per mancanza di manutenzione. Le organizzazioni di trasporto vennero sciolte, i punti di sosta e i magazzini venduti o abbandonati e i commerci si interruppero quasi del tutto.
Nel 2000 la Torre Stockalper è stata gravemente danneggiata da una frana che ha investito il paese il 14 ottobre 2000. Ha poi subito un restauro durato quattro anni ed è stata inaugurata nuovamente il 31 marzo 2007 e ospita un albergo con sale convegni. È ora di proprietà comunale.